# Coenonympha amirica
Coenonympha amirica är en fjärilsart som beskrevs av Colin W. Wyatt 1961. Coenonympha amirica ingår i släktet Coenonympha och familjen praktfjärilar. Inga underarter finns listade i Catalogue of Life.